# Ponç de Vilamur
Ponç de Vilamur y de Pallars (¿?, 1196-¿?, 1257) fue obispo de Urgel (1230-1255/1257).

## Orígenes familiares
Su padre fue el vizconde Pedro IV de Vilamur y sus tíos eran Bernat de Vilamur, obispo de Urgel, y Berenguer de Erill, obispo de Lérida. 
Por influencia de sus tíos fue sacristán de Lérida y arcediano de Tremp. En el año 1230 llegó a ser obispo de Urgel. Fue un claro combatiente de la herejía cátara en la diócesis de Urgel. El patronazgo artístico que ejerció como obispo quedó reflejado en el conjunto de pinturas murales de Santa Catalina de la catedral de Santa María de Urgel, protagonismo que no puede desligarse del anticatarismo, ya que la santa era el modelo por excelencia de la predicación antiherética y patrona de la orden dominica, nacida precisamente para luchar contra el catarismo.
Durante su obispado se enfrentó a Roger IV de Foix, también tuvo enemigos religiosos que le acusaron de crímenes y vicios, acusación que llegó hasta Roma (1248). Raimundo de Peñafort fue el encargado del papa para aclarar la cuestión y probablemente perdió el cargo.
| Predecesor: Pere de Puigvert | Obispo de Urgel 1230-1257 | Sucesor: Abril Pérez Peláez |